# João Madison Nogueira
João Madison Nogueira (Corrente, 23 de dezembro de 1962) é um advogado e político brasileiro com atuação no Piauí, onde exerce o mandato de deputado estadual.

## Dados biográficos
Filho de Onésimo de Seixas Nogueira e Edy Guerra Nogueira. Advogado formado pela Universidade Federal do Piauí, começou sua carreira política um ano antes de sua graduação ao eleger-se vereador em Corrente pelo PDS em 1988. Durante o primeiro governo Mão Santa ocupou os cargos de subchefe da Casa Civil, secretário de Articulação com os Municípios e secretário de Governo. Graças a tal destaque pôde eleger seu irmão, Flávio Aurélio Nogueira, deputado estadual via PSDB em 1998.
Eleito suplente de deputado estadual pelo PMDB em 2002, foi convocado graças à nomeação de parlamentares para a equipe do primeiro governo Wellington Dias e efetivado após a eleição de Chico Filho para prefeito de Uruçuí em 2004. Reeleito em 2006, voltou à suplência na eleição seguinte, mas assumiu devido à nomeação de Lilian Martins para o cargo de secretária de Saúde no segundo governo Wilson Martins e depois efetivado quando a mesma foi eleita conselheira do Tribunal de Contas do Piauí em 2012. No referido governo, João Madison Nogueira foi ouvidor-geral do estado e em 2014 e 2018 conquistou novos mandatos de deputado estadual.